# Гней Корнелий Блазион (консул)
Вижте пояснителната страница за други личности с името Гней Корнелий Блазион.
Гней Корнелий Блазион (на латински: Gnaeus Cornelius Blasio) e политик на Римската република.
През 270 пр.н.е. той е консул заедно с Гай Генуций Клепсина. Като такъв той побеждава град Регион и получава затова триумф. През 265 пр.н.е. става цензор с Гай Марций Руцил Цензорин.
През 257 пр.н.е. Блазион става за втори път консул заедно с Гай Атилий Регул.